# 垂秀夫
埀 秀夫（たるみ ひでお、1961年〈昭和36年〉5月23日 - ）は、日本の外務官僚、外交官。
在香港日本国総領事館領事、日本台湾交流協会台北事務所総務部長、在中華人民共和国日本国大使館公使、外務省領事局長、外務省大臣官房長、在中華人民共和国日本国特命全権大使（第16代）等を歴任した。
現在、立命館大学衣笠総合研究機構教授を務める。

## 人物
外務省では、中国語研修を受けたいわゆるチャイナ・スクールである。中国共産党内に独自の人脈を築いていると評される一方、チャイナ・スクールにしては異例の対中強硬派と見られている。外交官としての海外勤務は中国、香港、台湾の中華圏だけであることは、キャリア組としては極めて異例。とりわけ、2度にわたる台湾（日本台湾交流協会台北事務所）勤務は日台断交後初めてのケース。
2006年の第一次安倍政権発足時に、谷内正太郎事務次官の下、日中戦略的互恵関係の新構想の構築に深く関わったと言われている。2008年、中国モンゴル課長に就任する直前、人民日報傘下の環球時報は埀をスパイと名指しするなど異例の経歴を踏んでいる。2010年9月、菅直人内閣時の尖閣諸島中国漁船衝突事件の際には、怒鳴りまくる菅首相に対し、当時中国モンゴル課長だった埀は、これは民主党政権の対中弱腰外交が招いた事態だと直言した。また、在中国日本大使館で政務公使を務めていた2013年9月に忽然と姿を消してしまい、東京の本省に舞い戻ったが、これは、中国側よりスパイ活動を警戒され、外務省が急いで本国に戻したが故の失踪劇だったと指摘されている。
風景写真撮影が趣味で、「写真の日」記念写真展2015・環境大臣賞など、多数の受賞作品がある。2018年には台湾台北市の総統府で個展を開き、当時副総統だった陳建仁が鑑賞に訪れた。京都大学在学中は体育会ラグビー部、高坂正堯ゼミに所属した。
24年、月刊文藝春秋にて8回にわたり回想録「駐中国大使、かく戦えり」を発表（聞き手・城山英巳）、第86回文藝春秋読者賞を受賞。
初の書籍『「言の葉」にのせたメッセージ』と初の写真カレンダー『悠久の時空 Memories in China――垂秀夫写真作品カレンダー2025――』、日本僑報社から発売。前者は「咢堂ブックオブザイヤー2024」（尾崎行雄記念財団）外交部門大賞を受賞。

## 経歴
大阪府生まれ。大阪府立天王寺高等学校京都大学法学部卒業後、1985年外務省に入省。1986年に南京大学に留学し、1988年にカリフォルニア大学サンディエゴ校留学。
六四天安門事件が発生した1989年に中国へ渡り、北京の在中華人共和国大使館にて二等書記官を務めた後、1990年に文化交流部文化第二課、1992年に経済協力局政策課、1994年に経済協力局調査計画課首席事務官を歴任し、1995年に再び在中国日本大使館勤務となり、一等書記官（経済部）、1997年に一等書記官（政治部）を務めた。
1999年には香港に渡り在香港総領事館領事（政務部長）、次いで2001年には台湾の日本台湾交流協会台北事務所に総務部長として出向。
2003年にアジア大洋州局北東アジア課企画官兼日韓経済調整室長、2004年に国際情報統括官付国際情報官（第三国際情報官室担当）、2007年2月にアジア大洋州局南部アジア部南東アジア第一課長、2008年8月にアジア大洋州局中国・モンゴル課長を歴任した。2011年年9月に再び在中華人民共和国大使館へと戻り、公使（政務公使）を務める。
2013年11月より外務省大臣官房、2013年12月に外務省大臣官房総務課長、2015年10月に外務省大臣官房審議官兼アジア大洋州局・アジア大洋州局南部アジア部、2016年8月に再び日本台湾交流協会台北事務所に出向し、2018年7月20日に外務省領事局長、2019年7月2日に外務省大臣官房長に就任。
2020年7月15日、新たな駐中華人民共和国特命全権大使に起用される方向であると報じられ、中国側よりアグレマンが出るかどうか危ぶまれたが、同年9月16日付で発令された。同年11月26日に北京へ到着し、翌12月9日まで新型コロナウイルス対策のため隔離。
2024年5月9日、台湾の蔡英文総統は日台関係への卓越した貢献があったとして埀に「大綬景星勲章」を授与した。

## 在中国大使として
2020年12月11日、北京の日本国大使館で記者会見を開いた。この記者会見で埀大使は、日中関係について「主張すべき点はしっかりと主張し、協力できることは積極的に協力することが重要で、是々非々で建設的な関係を築いていきたい」と強調した上で、沖縄県石垣市に属する尖閣諸島を標的とした中国の領海侵犯について「国際法的にも歴史的にも日本の主権であり、今後しっかりと中国側に働きかけていくことに尽きる」と述べ、中国に媚び諂わず尖閣諸島が日本固有の領土であることを公の場で明言した。
2021年3月16日、訪日していたアントニー・ブリンケン米国務長官とロイド・オースティン米国防長官が東京で開催された日米安全保障協議委員会（日米「2＋2」）に出席し、茂木敏充外務大臣および岸信夫防衛大臣と四者で安全保障に関して協議した後、東シナ海や南シナ海などで既存の国際秩序と合致しない現状変更を試みる一方的な行動を繰り返す中国を名指しで批判する共同発表を発出した。同月18日、天津市で埀大使と会談した同市トップを務める李鴻忠共産党政治局委員は、会談の席上で、日本が2日前に日米「2＋2」で中国の行動に懸念を示したことについて遺憾の意を表明して中国の「主権や核心的利益を守る決意」を強調したが、この発言を受けて埀大使は憚ることなく中国による一方的な現状変更の試みを批判した上で、「先ほどの李書記の発言は全く受け入れられない」と断言した。
2021年12月1日、安倍晋三元首相が、台湾のシンクタンク主催のオンライン講演で、「『台湾有事』は『日米同盟の有事』だ」などと発言したことに、中国外務省は「極めて誤った発言だ」として、同日夜、埀秀夫大使を呼んで抗議した。これに対し、埀大使は（1）政府を離れた人の発言について政府として説明する立場にない、（2）日本国内にはこうした考え方があることを理解する必要がある、（3）中国側の一方的な主張は受け入れられない、と反論した。
2022年9月29日、日中国交正常化50周年の記念イベントが、東京と北京で行われたが、北京の会場（釣魚台国賓館）で、埀大使は異例とも言えるスピーチを行なった。「（日中間で）相互理解が十分に進まず、ましてや相互信頼は全く醸成されていません。この点では、国交正常化以降、最も厳しい状況にある」などと率直に述べた内容は、東京会場で「日中友好人士」たちが口々に述べていた美辞麗句とは、まるでかけ離れていた。日本大使が日中国交正常化50周年を記念する公的な場でこうした発言したことの意味は大きく、また、埀大使は「孔子」や「周恩来」という中国側が否定できない「オブラート」に包みつつ、中国側指導部に種々の注文を付けた。
2023年5月21日、中国の孫衛東外務次官が埀駐中国大使を呼び出し、先進7カ国首脳会議（G7広島サミット）が中国に関する問題を取り上げたことに対し、「日本はG7議長国として関係国とグルになって中国を中傷、攻撃し、中国の内政に粗暴に干渉した」と批判したが、埀は「中国が行動を改めない限り、これまで同様にG7として共通の懸念事項に言及するのは当然のことであり、将来も変わらないだろう」と反論した。
2023年8月22日、日本政府が東京電力・福島第一原発の処理水を24日に海洋放出する方針を決めたことを受け、中国外務省孫衛東次官は埀大使を呼び「中国を含む周辺国や国際社会に核汚染のリスクを転嫁する行為だ」と主張し、日本の決定を「私利私欲に走り、極めて無責任だ」などと非難した。これに対し、埀大使は「日本が海洋放出するのは『汚染水』ではなく『ALPS処理水』であり、中国側はこの用語を使うべきである」と求めつつ、中国のみが「流れに逆行している」と指摘し、「科学的根拠に基づかない措置は受け入れられない」と反論した。
2023年11月28日、垂大使は、3月に反スパイ法違反の疑いで中国当局に拘束され、10月に正式に逮捕されたアステラス製薬の日本人男性社員と面会した。駐中国日本大使が拘束された邦人と領事面会したのは初めて。これについて、垂大使は、離任記者会見で「私が帰国することになり、このまま何もなしに本当に帰っていいのか。それは人の道ではないと。直接会って帰国するという報告と、私の任期中に結果的には助けることができなかったことについてのお詫びを伝える必要があると感じた。 」と述べた。。
2023年12月19日、依願免職により在中国大使としての任期を満了。
2024年5月9日、退任間近の台湾・蔡英文総統は、台湾総統府において日本と台湾の関係促進に貢献したとして垂秀夫前中国大使に「大綬景星勳章」を授与した。これに対し、中国外務省報道官は10日の記者会見で、叙勲の授与について「日本にこびて台湾を売り渡している」と述べ不快感を示すと共に、垂氏が退官後に中国に関して「無責任な発言を繰り返している」と批判した。

## 同期
- 相木俊宏（21年タジキスタン大使）
- 磯俣秋男（24年スリランカ大使・21年アラブ首長国連邦大使）
- 市川とみ子（23年軍縮会議代表部大使）
- 伊藤恭子（23年チリ大使・20年エチオピア大使）
- 稲垣久生（23年トンガ大使）
- 大菅岳史（22年チュニジア大使・19年国連次席大使・18年外務報道官・17年アフリカ部長）
- 大森摂生（22年ボツワナ大使）
- 島田順二（21年メルボルン総領事）
- 清水信介（22年特命全権大使（アフリカ開発会議（TICAD）担当兼アフリカの角地域関連担当、国連安保理改革担当、安保理非常任理事国選挙担当）・18年チュニジア大使）
- 鈴木秀生（24年特命全権大使（広報外交担当兼国際保健担当、メコン協力担当）・20年チェコ大使・19年国際協力局長・17年地球規模課題審議官）
- 鈴木浩（22年インド大使・20年外務審議官・12年内閣総理大臣秘書官）
- 鈴木亮太郎（21年アイスランド大使）
- 滝崎成樹（20年内閣官房副長官補・19年アジア大洋州局長）
- 竹内一之（22年ザンビア大使）
- 中前隆博（22年スペイン大使・19年アルゼンチン大使・17年中南米局長）
- 橋本尚文（22年特命全権大使（人権担当兼国際平和貢献担当）・20沖縄大使・18年イラク大使）
- 福島秀夫（21年パナマ大使・18年ヒューストン総領事）
- 前田徹（21年ブルネイ大使）
- 三澤康（25年関西担当大使・22年タンザニア大使）
- 水嶋光一（21年イスラエル大使・19年領事局長）
- 水越英明（24年スウェーデン大使・21年スリランカ大使・20年国際情報統括官）
- 武藤顕（23年ロシア大使・22年外務省研修所長）
- 森美樹夫（23年ニューヨーク総領事・21年領事局長）
- 山元毅（23年ペルー大使・19年グアテマラ大使・17年東京都外務長）

## 著書
- 『「言の葉」にのせたメッセージ』日本僑報社、2024年。ISBN 4-86185-345-1
- 『日中外交秘録　垂秀夫駐中国大使の闘い』 ISBN 4-16-391987-2

聞き手・構成：城山英巳（元・時事通信社記者）、文藝春秋、2025年